# バラカ県
バラカ県（バラカけん、Balaka）は、マラウイ南部州にある県であり、中心となる都市もバラカ（Balaka Town）である。

## バラカ県
2193km²の面積と、31万6748人の人口を擁する県である。この県は、北側をマンゴチ県と、西側をンチェウ県と、南西側をムワンザ県と、南東側をゾンバ県と、東側をマチンガ県と接している。この県は1998年にマチンガ県から分離し、成立した。